# Palhoça
Palhoça es un municipio brasileño del estado de Santa Catarina. Tiene una población estimada al 2020 de 175 272 habitantes. Limita con São José, Santo Amaro da Imperatriz y Paulo Lopes.

## Historia
Palhoça fue creada en 1793, en el camino de entrada que conectada las ciudades de Lages y Desterro, para proteger la capital de posibles invasiones. Su topónimo proviene de tejado de paja, tipo de cobertura muy común en las primitivas casas del lugar. Se convirtió en municipio el día 24 de abril de 1894, mediante el decreto del entonces interventor, coronel Antônio Moreira César. En el inicio, la localidad tenía industrias pesqueras y refinerías de aceite, pero actualmente la principal fuente de economía es el turismo.

## Vías de acceso

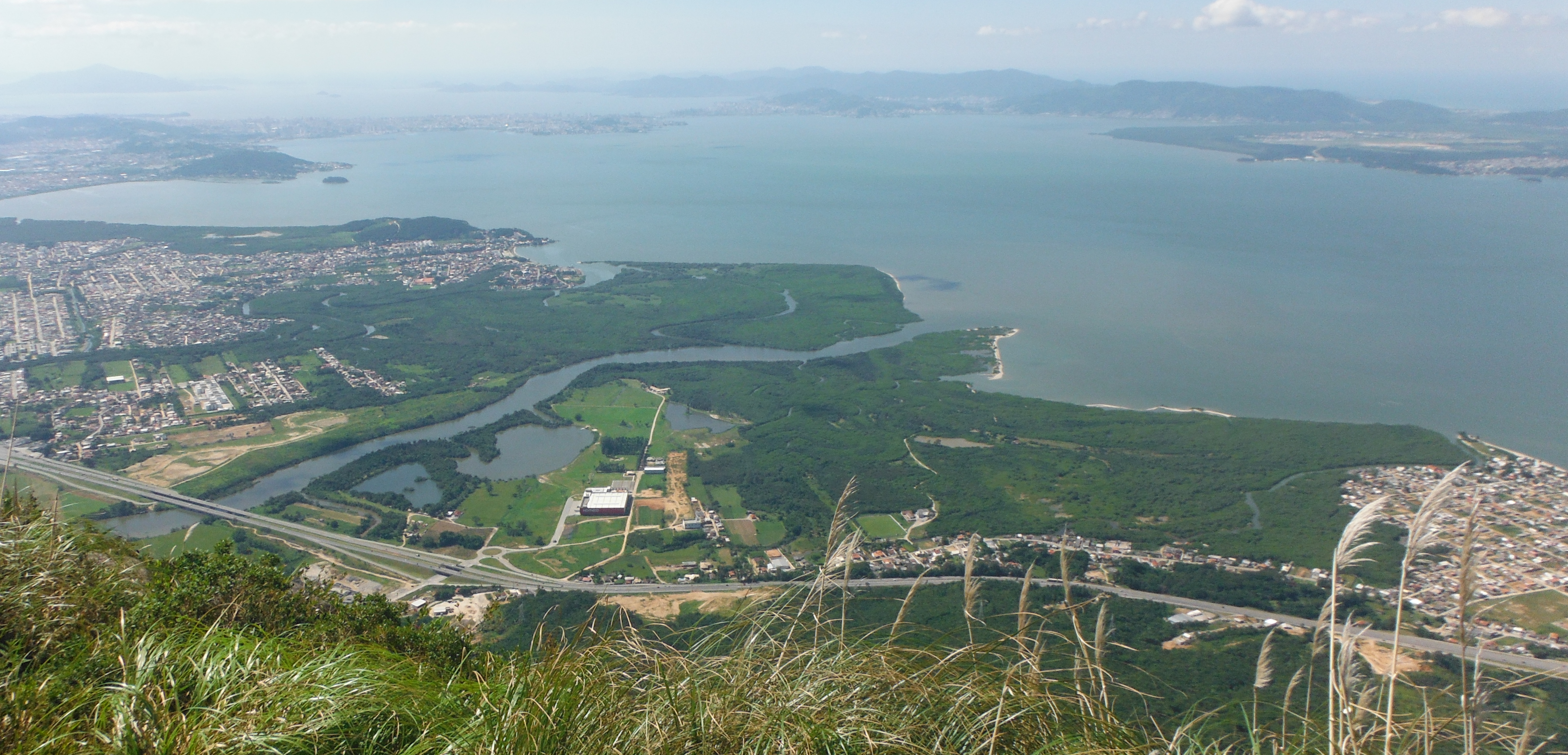
Desembocadura del Río Cubatão do Sul, Municipio de Palhoça, Santa Catarina.

La principal vía de acceso desde el vecino municipio de São José y la capital del estado (Florianópolis) es un antiguo camino que se remonta al siglo XIX, donde fue colocada una capa de asfalto. A través de éste acceso circula un 90% del transporte público entre la sede del municipio y la capital, lo que provoca congestionamientos en la hora pico debido a la inexistencia de retornos en las paradas de ómnibus.
Otra vía de acceso es la BR-101 (carretera panamericana), recientemente convertida en autovía en dirección norte, hasta Joinville.